# Prowincja Pasco
Prowincja Pasco – jedna z trzech prowincji w regionie o tej samej nazwie. Będąca drugą pod względem wielkości powierzchni w tej jednostce administracyjnej.

## Podział prowincji
Prowincja Pasco dzieli się na 13 dystryktów:
- Chaupimarca
- Huachón
- Huariaca
- Huayllay
- Ninacaca
- Pallanchacra
- Paucartambo
- San Francisco de Asís de Yarusyacán
- Simón Bolívar
- Ticlacayán
- Tinyahuarco
- Vicco
- Yanacancha